# Commercial Lunar Payload Services

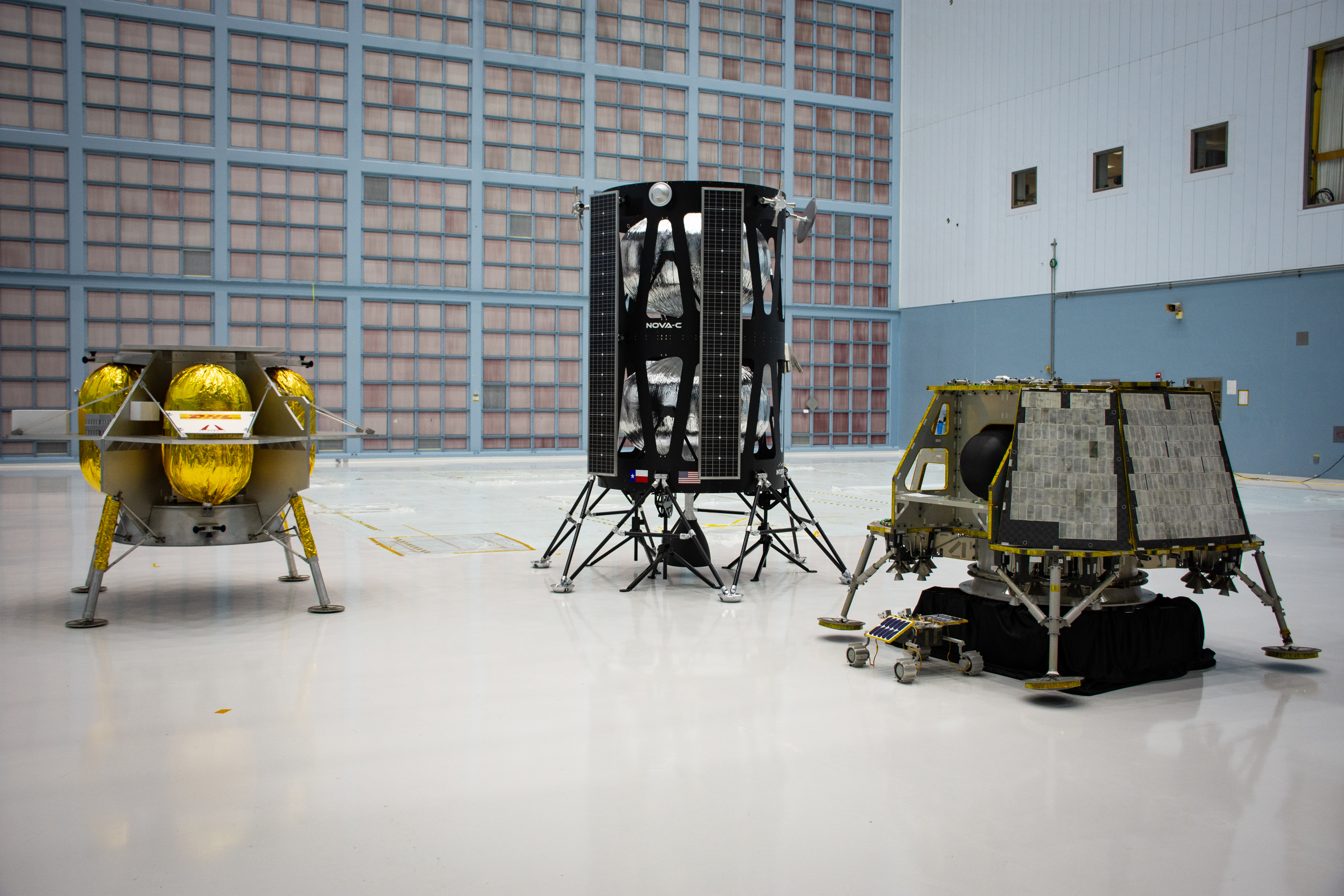
Modellen van de eerste drie geselecteerde maanlanders

Het Commercial Lunar Payload Services-programma (afgekort CLPS vaak uitgesproken als clips) is een aanbestedings- en ontwikkelingsprogramma van NASA waarmee commerciële maanlanders voor het bevoorraden van een bemande maanbasis worden ontwikkeld.
CLPS is een voorbereidings- en ondersteuningsprogramma voor het Artemisprogramma waarmee NASA vanaf 2025 weer mensen op de maan wil zetten en uiteindelijk een permanent bemande maanbasis wil bouwen.
Er werken anno augustus 2022 veertien bedrijven aan een CLPS-lander. Vijf van hen zijn gecontracteerd voor een missie.

## Geschiedenis
CLPS begon in april 2018 toen de ruimtevaartindustrie werd gevraagd conceptontwerpen met te ontwikkelen voor kleine commerciële vracht-maanlanders te komen. Op 29 november 2018 meldde NASA-directeur Jim Bridenstine dat ze met een selectie van negen ruimtevaartbedrijven samenwerkten die conceptontwerpen voor vrachtlanders hadden ingestuurd. Op 31 mei 2019 werden drie ontwerpen geselecteerd om in 2020 of 2021 een demonstratielanding uit te voeren.
- De Peregrine van Astrobotic
- De Nova-C van Intuitive Machines
- De Z-01 van Orbit Beyond

Orbit Beyond vroeg echter beëindiging van het contract aan omdat het bedrijf zichzelf niet in staat achtte de missie uit te voeren als gevolg van “interne strubbelingen”. Op 29 juli 2019 werd de ontbinding door NASA bekendgemaakt.
SpaceX zou aanvankelijk met hun Falcon 9 twee van deze landers lanceren en United Launch Alliance zou er aanvankelijk een lanceren met een Atlas V. Een van de vluchten van SpaceX viel echter weg door de terugtrekking van de Z-01. 
Astrobotic en ULA maakten in augustus 2019 bekend dat de Peregrine is omgeboekt naar de opvolger van de Atlas V, de Vulcan-Centaur. Dit werd op 8 januari 2024 de eerste vlucht van de Vulcan-Centaur. 
Met deze eerst commerciële maanvlucht werd er ook een kleine Belgische vracht meegezonden. Belgium2themoon is een Belgisch non-gouvernementeel ruimtevaartproject in samenwerking met Astrobotic en koerierbedrijf DHL. Het project bestond uit een klein nikkelschijfje met daarop lasergegraveerde foto's en tekst. Dit muntje werd als een minuscule tijdcapsule verstuurd met deze maanmissie, die helaas mislukte en op 18 januari 2024 opgebrand eindigde in de aardatmosfeer.
Op 18 november 2019 werden nog eens vijf landers geselecteerd.
- De Blue Moon van Blue Origin
- Starship van SpaceX
- Een lander van Sierra Nevada Corporation
- Een lander van Tyvak Nano-Satelites Systems
- Een lander van Ceres Robotics[6]

Opvallend is dat de Blue Moon en Starship veel groter zijn en veel meer vracht naar het maanoppervlak kunnen brengen waarmee CLPS zich nu ook op grotere bevoorradingen richt.
Eind januari 2020 schreef NASA een nieuwe CLPS task order uit voor kleine landers (vergelijkbaar met de eerste task order). Deze werd echter binnen een week om onduidelijke redenen weer ingetrokken.
Het is de derde keer dat NASA een commercieel aanbestedings- en ontwikkelingsprogramma opstart. Eerder werden met het Commercial Orbital Transportation Services-programma twee commerciële ruimtevrachtschepen ontwikkeld en met het Commercial Crew development-programma twee commerciële, bemande ruimteschepen. Bij dit type programma’s betaalt NASA de deelnemende bedrijven per behaalde mijlpaal en blijft het deelnemende bedrijf verantwoordelijk voor het behalen daarvan. Hierdoor is het risico voor budgetoverschrijding niet voor NASA.